# SN 2002ei
SN 2002ei – supernowa typu II-P odkryta 8 sierpnia 2002 roku w galaktyce M-01-09-24. W momencie odkrycia miała maksymalną jasność 16,50m.